# Princess of the Dark
Pour plus de détails, voir Fiche technique et Distribution.
Princess of the Dark est un film américain réalisé par Charles Miller, sorti en 1917.

## Synopsis
Le quotidien des habitants d'une sordide ville minière de Virginie-Occidentale.

## Fiche technique
- Titre : Princess of the Dark
- Réalisation : Charles Miller
- Scénario : Monte M. Katterjohn et Lanier Bartlett
- Photographie : Clyde De Vinna
- Production : Thomas H. Ince
- Pays d'origine : États-Unis
- Format : Noir et blanc - 1,33:1 - Film muet
- Genre : drame
- Durée : 50 minutes
- Date de sortie : 1917

## Distribution
- Enid Bennett : Fay Herron
- John Gilbert : Crip Halloran
- Gayne Whitman : Jack Rockwell
- Walt Whitman : James Herron